# Similarities
Albums de Biffy Clyro
Opposites : Live from Glasgow
(2013) Ellipsis
(2016)
Similarities est la quatrième compilation du groupe écossais de rock alternatif Biffy Clyro, publié le 18 juillet 2014 en Allemagne, le 21 juillet 2014 au Royaume-Uni et en Europe et le 5 août 2014 aux États-Unis et en Australie sur le label 14th Floor Records.
Cette compilation regroupe les face-B des singles de l'album Opposites et est limitée à 3 000 exemplaires, disponibles uniquement sur le site officiel du groupe.

## Liste des chansons
Toutes les chansons sont écrites et composées par Biffy Clyro.
| No  | Titre                        | Single               | Durée |
| --- | ---------------------------- | -------------------- | ----- |
| 1.  | The Rain                     | Black Chandelier     | 2:20  |
| 2.  | Thundermonster               | Black Chandelier     | 3:26  |
| 3.  | Milky                        | Black Chandelier     | 3:40  |
| 4.  | Fingerhut                    | Biblical             | 3:12  |
| 5.  | Watch                        | Biblical             | 4:01  |
| 6.  | Euphoria                     | Biblical             | 2:57  |
| 7.  | City of Dreadful Night       | Black Chandelier     | 4:52  |
| 8.  | Sorry and Thanks             | Opposite             | 3:06  |
| 9.  | A Tragic World Record        | Opposite             | 3:31  |
| 10. | Wooden Souvenir              | Opposite             | 2:30  |
| 11. | Feverish                     | Opposite             | 2:14  |
| 12. | A Lonely Crowd               | Victory Over the Sun | 2:34  |
| 13. | Fingers and Toes             | Victory Over the Sun | 3:01  |
| 14. | No I'm Not Down              | Victory Over the Sun | 3:28  |
| 15. | Break a Butterfly on a Wheel | Victory Over the Sun | 2:57  |
| 16. | Children's Limbs             | inédit               | 3:00  |

## Classements hebdomadaires
| Classement (2014)                 | Meilleure place |
| --------------------------------- | --------------- |
| Allemagne (Media Control AG)      | 50              |
| Écosse (OCC)                      | 23              |
| Royaume-Uni (UK Albums Chart)     | 28              |
| Royaume-Uni (Rock & Metal Albums) | 1               |